# Kroje

Kroje I

Kroje II

Kroje – polski herb szlachecki według Juliusza Karola Ostrowskiego, odmiana herbu Rola.

## Opis herbu
W polu czerwonym trzy kroje w rosochę.
Klejnot: Ogon pawi.
Labry czerwone, podbite srebrem.
Juliusz Karol Ostrowski rozróżnia dwa kierunki nadawane ostrzom i wariant z odwrotnym skierowaniem ostrzy niż prawoskrętne, nazywa Kroje II.

## Najwcześniejsze wzmianki
Po raz pierwszy herb przytaczają Herby rycerstwa polskiego i Gniazdo cnoty Bartosza Paprockiego, który jednak w Gnieździe nazywa je Dryja.

## Herbowni
Budek, Chalecki, Daniusiewicz, Domamewski, Domaniewski, Kalinkowski, Kroja, Krokier, Krzerzewkowski, Krzerzewski, Krzesz, Krzeszewicz, Krzeszewski, Krzeszowski, Kubiłojć, Łoktowski, Perhorowicz-Kopeć, Rylski, Skotnicki, Staszkiewicz, Tarnawski, Wawrzecki.